# Sarezzo
Sarezzo – miejscowość i gmina we Włoszech, w regionie Lombardia, w prowincji Brescia.
Według danych na rok 2004 gminę zamieszkiwało 11 607 osób, 682,8 os./km².